# Château d'Ilbarritz
Le château d’Ilbarritz se trouve au Nord de la commune de Bidart dans les Pyrénées-Atlantiques, au sommet de la colline de Handia, avenue de la Reine-Nathalie.

## Histoire

### Château du baron
Il fut construit entre 1895 et 1897 par Gustave Huguenin (architecte biarrot) pour le baron Albert de l'Espée (qui acheta le terrain parcelle par parcelle pour 350 000 francs-or), héritier des fonderies de Wendel, afin d’abriter le plus grand orgue jamais conçu pour un particulier (facteur Cavaillé-Coll). Le château se situe alors au milieu d’un vaste parc à fabriques reliées entre elles par un réseau de chemins couverts (on comptait un pavillon chinois, un petit château fort, des chenils, une étable ou encore des cuisines, seul un des bâtiments de ces dernières subsistant encore de nos jours et étant occupé de nos jours par la boîte de nuit le Blue Cargo). Il s'agissait aussi de profiter du climat à la façon d'un sanatorium, le baron ayant subi une bronchite dans sa jeunesse. Pour son époque, le château est moderne (eau filtrée, électricité à tous les étages, téléphone et réseau de climatisation). La construction du château coûte 5 millions de francs.
Le grand orgue (visible aujourd’hui à la basilique du Sacré-Cœur de Montmartre) est démonté en 1903, remplacé en 1906 par un second légèrement plus petit, mais plus perfectionné (facteur Mutin) qu’on peut voir actuellement en l’église d’Usurbil (près de Saint-Sébastien en Espagne).

### Propriétaires successifs et dégradations
Vendu par le baron après seulement quatre ans d'occupation au directeur de théâtre P.-B. Gheusi, en 1911, le château sera transformé en hôpital au cours de la Première Guerre mondiale, le domaine morcelé en 1923, les fabriques détruites ou démontées. Un casino, La Roseraie, est construit sur le flanc nord du château, mais un pan de mur s'effondre lors de son inauguration (le nom de l'escroc Alexandre Stavisky y est mêlé). En 1928, la ville de Biarritz annonce le projet d'une luxueuse cité sur le terrain mais la crise de 1929 enterre l'idée, laissant le château à l'abandon. En 1932, deux armateurs basques, Arnaud et Pierre Légasse, l'achètent pour 102 000 francs mais s'en désintéressent. Maison de convalescence pour les réfugiés de la guerre d’Espagne, garnison allemande à partir de 1940 puis annexe de ferme, les dégradations et les pillages continuent jusqu’en 1958 où une restauration partielle est engagée. En 1959, un couple, René et Jeanne Massiaux achète le château pour 12,5 millions de francs ; en 1963, faute d'argent, ils transforment la bâtisse en hôtel, classé Relais & Châteaux. Ils ajoutent une extension à l'aile sud du bâtiment, avec une rotonde panoramique sur l'océan, et ajoutent boiseries et vitraux issus de leur ancien manoir de Sarcelles (dont ils avaient été expropriés par la municipalité communiste pour en faire la mairie). Catholiques traditionalistes, ils aménagent une chapelle pour les messes ; le 6 août 1980, Monseigneur Lefebvre en anime une. Le maire de Biarritz Bernard Marie projette la construction d'une nouvelle station balnéaire qui cernerait le château, ; le projet ne se fait finalement pas. Mais le couple Massiaux doit se séparer du château, mis en adjudication.
Revendu en 1986 à Adrien Barthélémy pour trois millions de francs (l'exploitation hôtelière perdure toutefois pendant quatre ans, jusqu'à la mort de René Massiaux), le château est classé en 1990 (toiture, façades, salle d’orgue, grand escalier, décoration intérieure), empêchant donc l'acheteur de réaliser son projet de centre post-cure de thalassothérapie. Il souhaite alors agrandir le lieu mais le maire Didier Borotra refuse étant donné que le bâtiment est désormais inscrit aux Monuments historiques. Fermé pendant plusieurs années, le château a souffert de son manque d’entretien.

### Années 2010
Le château a été vendu en juillet 2014 par le couple Christine (fille d'Adrien Barthélémy) et Michel Guérard, à l'homme d'affaires et entrepreneur français Bruno Ledoux, actionnaire de référence du journal Libération, pour y réaliser un lieu ouvert au public avec le concours du célèbre designer Ora-Ito. Il s'agirait aussi d'un hôtel, avec des suites comportant chacune leurs spa, répartis en deux nouvelles ailes dont une creusée dans la falaise. Des œuvres contemporaines décoreraient les pièces. Mais des doutes subsistent quant à la faisabilité du projet.

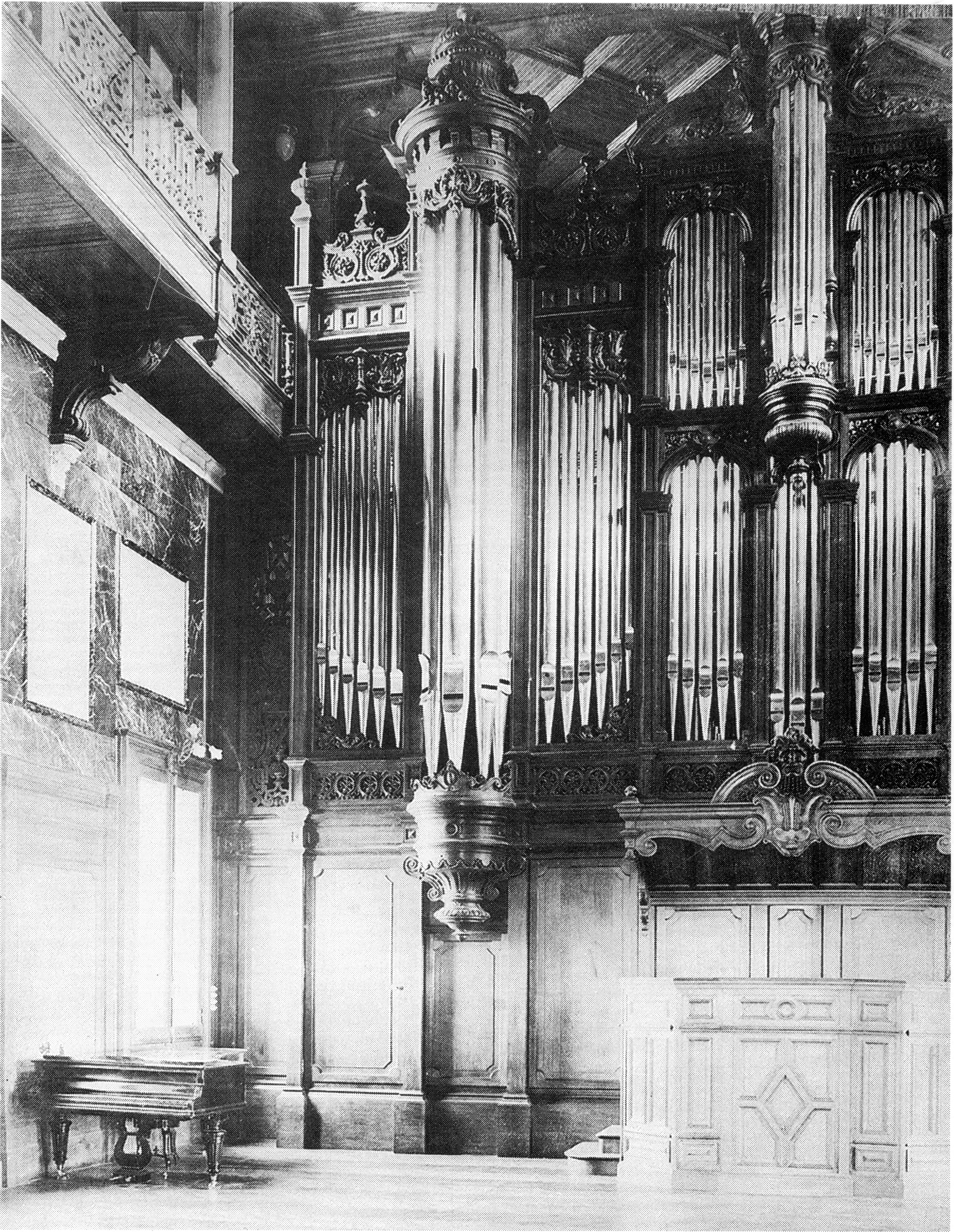
L'orgue à l'époque du château d'Ilbarritz (Cavaillé-Coll, 1898).

## Description
Le château est situé sur la colline de Handia et domine l’océan.
Le baron ayant imposé à l’architecte Gustave Huguenin pour cahier des charges que « l’armature de l’ensemble soit indestructible et forme un carcan protecteur à l’orgue Cavaillé-Coll », la demeure est construite avec les meilleurs matériaux, marbres et bois nobles. La toiture est rendue totalement solidaire du reste de l’édifice par un système de piliers en fonte scellés aux façades par des traverses.